# 아리무라 노조미
아리무라 노조미(일본어: 有村 のぞみ, 1997년 2월 14일~)는 일본의 AV 여배우이다. 2019년 3월 1일 , FANZA 성인 어워드 2019 최우수 신인 여배우상에 후보에 올랐다.